# گیدیون امری
گیدیون امری (انگلیسی: Gideon Emery؛ زادهٔ ۱۲ سپتامبر ۱۹۷۲) هنرپیشه، صداپیشه و خواننده اهل انگلستان است. او از سال ۱۹۹۴ میلادی تاکنون مشغول فعالیت بوده‌است.
از فیلم‌ها یا برنامه‌های تلویزیونی که وی در آن نقش داشته‌است می‌توان به ان‌سی‌آی‌اس: لس آنجلس، ۲۴، دوران کهن، کسل، شکست‌ناپذیر، سارقان، قطار، تصادف آبی ۲، سوخته، و کرمپوس اشاره کرد.